# Escut de Fondarella

Escut oficial de Fondarella

L'escut oficial de Fondarella té el següent blasonament:
Escut caironat: d'atzur, una font d'or, amb el raig d'argent. Per timbre una corona mural de poble.

## Història
Va ser aprovat el 7 de juliol de 1987 i publicat al DOGC el 17 d'agost del mateix any amb el número 878.
La font és el senyal parlant tradicional, al·lusiu al nom del poble.